# Praktkolibri
Praktkolibri (Calothorax pulcher) är en fågel i familjen kolibrier.

## Utseende
Praktkolibrin är en liten kolibri med lång och böjg näbb. Hanen är spektakulär med ordentligt magentarött på strupen och en lång och kliven stjärt som dock ofta hålls stängd. Honan är beige under med en sotfärgad mask över ögat. Luciferkolibrin är mycket lik och dessa kan vara svåra att skilja från varandra i fält. Hane luciferkolibri har dock spetsiga yttre stjärtpennor, medan de hos praktkolibrin är rundade.

## Utbredning och systematik
Fågeln förekommer i buskskogar i södra Mexiko (Guerrero och södra Puebla till östra Oaxaca). Den behandlas som monotypisk, det vill säga att den inte delas in i några underarter.

## Levnadssätt
Praktkolibrin hittas i ökenartade buskmarker och buskiga torra skogsmarker. Där födosöker den tystlåtet i alla skikt, ofta vid kaktusblommor.

## Status och hot
Arten har ett stort utbredningsområde, men tros minska i antal, dock inte tillräckligt kraftigt för att den ska betraktas som hotad. Internationella naturvårdsunionen IUCN listar arten som livskraftig (LC). Beståndet uppskattas till i storleksordningen 20 000 till 50 000 vuxna individer.